# 旺角大球場
旺角大球場（おうかくだいきゅうじょう、英語: Mong Kok Stadium）は、香港九龍旺角にある球技場。陸上競技場であったが、球技場として改装された。施設は香港政府が所有し、康楽及文化事務署が運営管理を行っている。香港リーグ甲組の公民と晨曦がホームスタジアムとして使用する。

## 歴史
旺角大球場前身は陸軍球場で'、1961年に市政局に移管された。移管当初は市政球場と呼ばれたが、市政局が1973年6月16日より一般に開放した際には旺角大球場として開放した。
1990年9月に最初の改修工事が行なわれ、陸上競技用トラックが撤去され、その分ピッチを拡大、座席を7,500席に増築した。改修工事期間中香港甲組サッカーリーグの試合は深水埗運動場へ振り替えて開催された。そして翌年の年末に改修工事は完成した。
1992年になると入場者数の増加に加えて、香港大球場の改築が始まり完成には1994年までかかる為、この年に市政局は2基のアルミニウム製の臨時スタンドを増設、座席数を1,000席増やした。

### 改築工事
アジアサッカー連盟が旺角大球場にドーピング検査室が無いと指摘した事と、記者室やネット環境がないことから試合の情報の発信が難しい事に加えて、旺角大球場は幾度となく満席となった。このような状況を見て香港サッカー協会は2008年に香港政府に旺角大球場のスタンド及び臨時スタンドを撤去し、観客収容人数1万人の屋根のあるスタンドに建替える事によって、観客により良い環境で試合を試合を観戦してもらう旨を提出した。。しかし計画の検討により、改築後の旺角大球場の観客収容人数は6,680人、南北のメインスタンドとバックスタンドのみ屋根が設置され、同時に審判、選手の休憩室、ドーピング検査室、監視カメラ設置や駐車場の拡張等にとどまった。改築工事は2009年9月1日開始され、2011年10月14日に竣工、工事費用は計画では2.5億港幣であったが、実際には2億7,550万港幣が費やされた。
2011年10月16日夕刻、旺角大球場改修後のこけら落しとなる香港甲組リーグ日之泉JC晨曦対深水埗が開催された。ホームチームの晨曦はより多くのファンに試合を観戦してもらう為、特別価格として入場料を60ドルから20ドルに値下げを行なった。試合には4,499人のファンが来場し、今季の最高入場者数を記録した。

## 施設

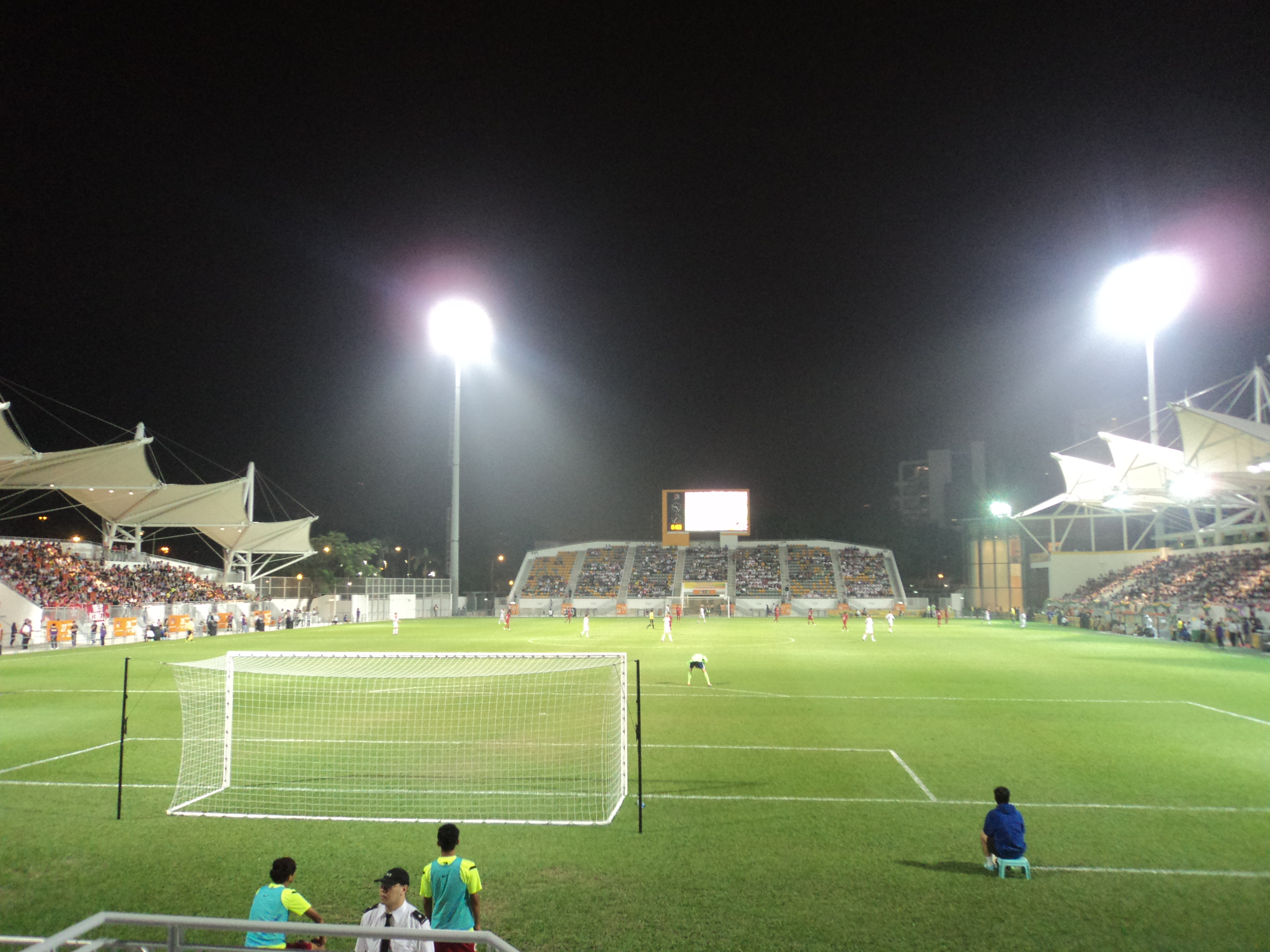
ナイトゲーム時のピッチ

改築計画によると、事務棟の屋上に太陽熱温水器を設置し、太陽熱を利用した温水を更衣室で使用、また雨水循環システムを設置し、集めた雨水を緑地やピッチの散水に用いる等、改築後の旺角大球場は環境問題をテーマとしている。一階屋上と南側スタンドの上部には更に庭園が設けられ、隣接する花卉市場や通称「雀仔街」といわれる園圃街雀鳥花園との関連性も持たせており、香港政府は旺角大球場がこの地区を活性化させるランドマークの一つとなることを強く期待している。改築工事による旺角大球場の主な変更点は、南北のスタンドにしなやかなテント状の屋根、東側スタンドには大型電光掲示板を設置した。座席は金属製の長椅子から一人ずつ独立したカラフルなプラスチック製となり、収容人数は改築前の8,500人から6,664人に減少、しかし42席の車椅子用シートや電動リフト等のバリアフリー設備の設置、スタンドの高さを1.5m高くし、ファンからの視界を更に良くしている。この他8ヶ所あったチケット売場を花墟道側入口に集中し、削減した界限街側チケット売場を駐車場に改めた。
場内設備としては、ドーピング検査室及び託児所の設置、更衣室の面積を2倍に拡大し、2部屋であったのを4部屋へ増設、シャワールームも40室と以前より22室多くなった。この他、更衣室内に先進的な靴やボールなど用具のメンテナンス設備を備えた。プレスルームの面積も以前より拡張している。